# Liga Distrital de Fútbol de Lince 2011
La edición del 2011 de la Primera División de la Liga distrital de Lince  participaron ocho (8) equipos y es el primer torneo que estos equipos disputan para aspirar llegar al Campeonato Descentralizado 2012 o al Torneo de Segunda División 2012. La Peña Sporting Club decidió no ser parte de la liga.
El campeonato se jugó con el sistema de todos contra todos. Los partidos se desarrollaron en el campo deportivo La Once de Surquillo. Finalmente Asociación Deportiva San Agustín, AS Lari y Sacachispas fueron los clasificados al Interligas de Lima 2011.

## Tabla de posiciones
| #   | Equipo          | PJ | PG | PE | PP | WO | GF | GC | DG  | Pts |
| --- | --------------- | -- | -- | -- | -- | -- | -- | -- | --- | --- |
| 1.º | San Agustín     | 7  | 7  | 0  | 0  | 0  | 34 | 1  | 33  | 21  |
| 2.º | AS Lari         | 7  | 6  | 0  | 1  | 0  | 23 | 5  | 18  | 18  |
| 3.º | Sacachispas     | 7  | 4  | 1  | 2  | 0  | 13 | 12 | 1   | 13  |
| 4.º | Puerto Chala    | 7  | 4  | 0  | 3  | 0  | 14 | 17 | -3  | 12  |
| 5.º | Santa Beatriz   | 7  | 2  | 1  | 4  | 0  | 7  | 14 | -7  | 7   |
| 6.º | ASELSA          | 7  | 2  | 1  | 4  | 0  | 10 | 19 | -9  | 7   |
| 7.º | CD Casta        | 7  | 1  | 1  | 5  | 0  | 8  | 20 | -12 | 4   |
| 8.º | Asociación Caly | 7  | 0  | 0  | 1  | 6  | 0  | 21 | -18 | -18 |

|  |                                 |
|  | Clasificado al Interligas 2011. |

| Perú                    |
| Campeón                 |
| San Agustín 1.er título |

## Resultados y Fechas
|                 | AS Lari | ASELSA | Asociación Caly | San Agustín | CD Casta | Puerto Chala | Sacachispas | Santa Beatriz |
| --------------- | ------- | ------ | --------------- | ----------- | -------- | ------------ | ----------- | ------------- |
| AS Lari         |         | 4-1    | 3-0             | 1-4         | 2-0      | 5-0          | 4-0         | 4-0           |
| ASELSA          |         |        | 3-0             | 0-6         | 1-1      | 2-0          | 5-0         | 4-0           |
| Asociación Caly |         |        |                 | 0-3         | 0-3      | 0-3          | 0-3         | 0-3           |
| San Agustín     |         |        |                 |             | 8-0      | 3-0          | 4-0         | 6-0           |
| CD Casta        |         |        |                 |             |          | 2-4          | 1-2         | 1-3           |
| Puerto Chala    |         |        |                 |             |          |              | 1-4         | 1-0           |
| Sacachispas     |         |        |                 |             |          |              |             | 1-1           |
| Santa Beatriz   |         |        |                 |             |          |              |             |               |

1. Fecha 1

2. Fecha 2 

3. Fecha 3 

4. Fecha 4 

5. Fecha 5 

6. Fecha 6 

7. Fecha 7 